# Around the World (Melo-M album)
 For alternative betydninger, se Around the World. (Se også artikler, som begynder med Around the World)
Around the World er det tredje studiealbum udgivet af den instrumentale cello rock trio Melo-M fra Letland. Albummet er produceret af Kārlis Auzāns og indspillet 2009 i Chellout Studios i Riga, Letland. Albummet består af 12 instrumentale coverversioner, samt én hvor den lettiske sanger Intars Busulis medvirker.

## Medvirkende
- Kārlis Auzāns (alias Charlie Lee) – Cello, percussion.
- Valters Pūce (alias Walis Shmuls) – Cello.
- Antons Trocjuks (alias Tonny Trolly) – Cello.

## Sporliste
| Nr.           | Titel                           | Længde |
| ------------- | ------------------------------- | ------ |
| 1.            | "Misirlou"                      | 3:55   |
| 2.            | "Zorba's dance"                 | 3:25   |
| 3.            | "Hava Nagila"                   | 3:05   |
| 4.            | "Ievan Polkka"                  | 2:36   |
| 5.            | "Korobeiniki"                   | 1:57   |
| 6.            | "Cotton-Eyed Joe"               | 2:22   |
| 7.            | "El Condor Pasa"                | 2:59   |
| 8.            | "Irish Washerwoman"             | 3:48   |
| 9.            | "Greensleeves"                  | 2:24   |
| 10.           | "Lion Sleeps Tonight"           | 2:56   |
| 11.           | "Vogeltanz"                     | 2:12   |
| 12.           | "Bēdu manu, lielu bēdu"         | 3:17   |
| 13.           | "Misirlou" (med Intars Busulis) | 3:51   |
| Total længde: | Total længde:                   | 38:46  |